# NGC 5553
NGC 5553 est une galaxie lenticulaire située dans la constellation du Bouvier. Sa vitesse par rapport au fond diffus cosmologique est de 4 702 ± 15 km/s, ce qui correspond à une distance de Hubble de 69,4 ± 4,9 Mpc (∼226 millions d'al). NGC 5553 a été découverte par l'astronome britannique John Herschel en 1831.
La classification de spirale par trois des sources consultées semble incorrecte,,, car on ne voit aucun bras spirale sur l'image obtenue du relevé SDSS.
Selon la base de données Simbad, NGC 5553 est une galaxie LINER, c'est-à-dire une galaxie dont le noyau présente un spectre d'émission caractérisé par de larges raies d'atomes faiblement ionisés.